# 科維岩
67°33′S 67°43′W / 67.550°S 67.717°W
科維岩是南極洲的岩石，位於葛拉漢地西岸對開的洛伯夫灣，處於皮尼羅島和薩恩斯角之間，該岩石在1936年由英國的探險隊測量。